# Abe no Nakamaro
Abe no Nakamaro (阿倍仲麻呂 o 阿倍仲麿; 698 – 770) è stato un poeta giapponese waka vissuto nell'era di Nara.
Prestò servizio come inviato giapponese nella Cina della dinastia Tang e servì come Tang duhu (governatore del protettorato) di Annan (moderno Vietnam) nel 717 e rimase in quel paese fino alla sua morte. Il suo nome cinese era Zhao Heng (晁衡S,  pronunciato Chōkō in giapponese).

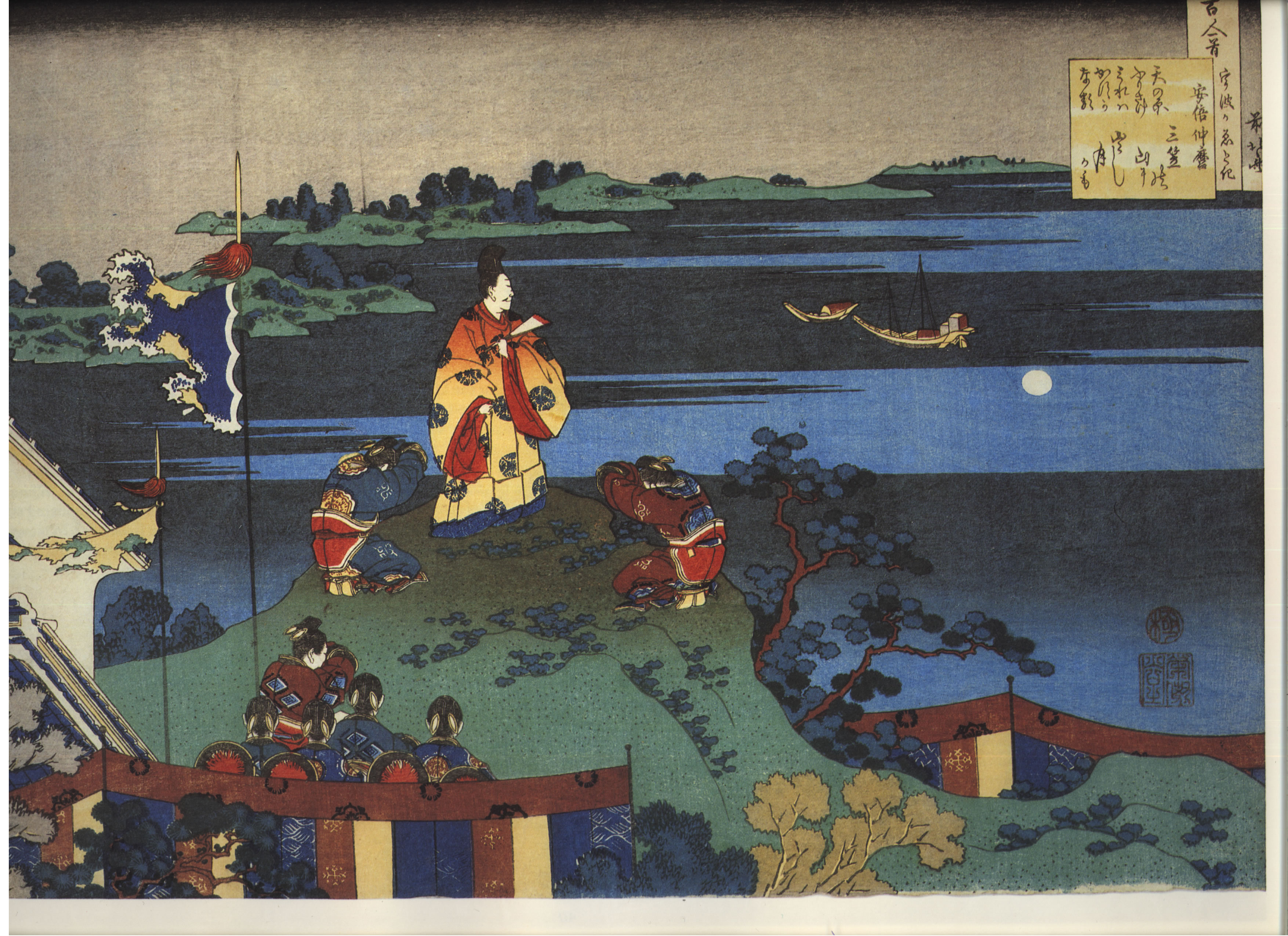
Questa immagine di Abe no Nakamaro fa parte della serie One Hundred Poets di Hokusai

## Biografia
Era un discendente del principe Hikofutsuoshi no Makoto, figlio dell'imperatore Kōgen e primo figlio di Abe no Funamori. Da giovane era ammirato per le sue eccezionali capacità accademiche.

## Carriera
Nel 717 fece parte dell'ottava missione giapponese in Cina (遣唐使 (kentōshi?)), nella capitale imperiale della dinastia Tang, Chang'an, allo scopo di condurre varie ricerche culturali insieme a Kibi no Makibi e Genbō.
In Cina ha superato gli esami imperiali. Intorno al 725 assunse un incarico amministrativo a Luoyang e fu promosso nel 728 e nel 731. Intorno al 733 ricevette Tajihi Hironari, che avrebbe comandato la missione diplomatica giapponese. Nel 734 tentò di tornare in Giappone ma la nave che doveva riportarlo affondò durante il viaggio, costringendolo a rimanere in Cina per diversi anni. Nel 752 tentò di nuovo di tornare in Giappone insieme a Fujiwara no Kiyokawa, ma la nave su cui viaggiava fece naufragio e si incagliò al largo di Annan (l'odierna Vietnam del Nord), ma riuscì a tornare a Chang'an nel 755.
In quell'anno iniziò la ribellione di An Lushan, non era sicuro tornare in Giappone e Nakamaro abbandonò le sue speranze di tornare in patria. Assunse diversi uffici governativi e salì alla carica di Duhu (Governatore-protettore) dell'Annam tra il 761 e il 767, risiedendo ad Hanoi. Tornò quindi a Chang'an e stava pianificando il suo ritorno in Giappone quando morì nel 770 all'età di 72 anni.

## Opera poetica

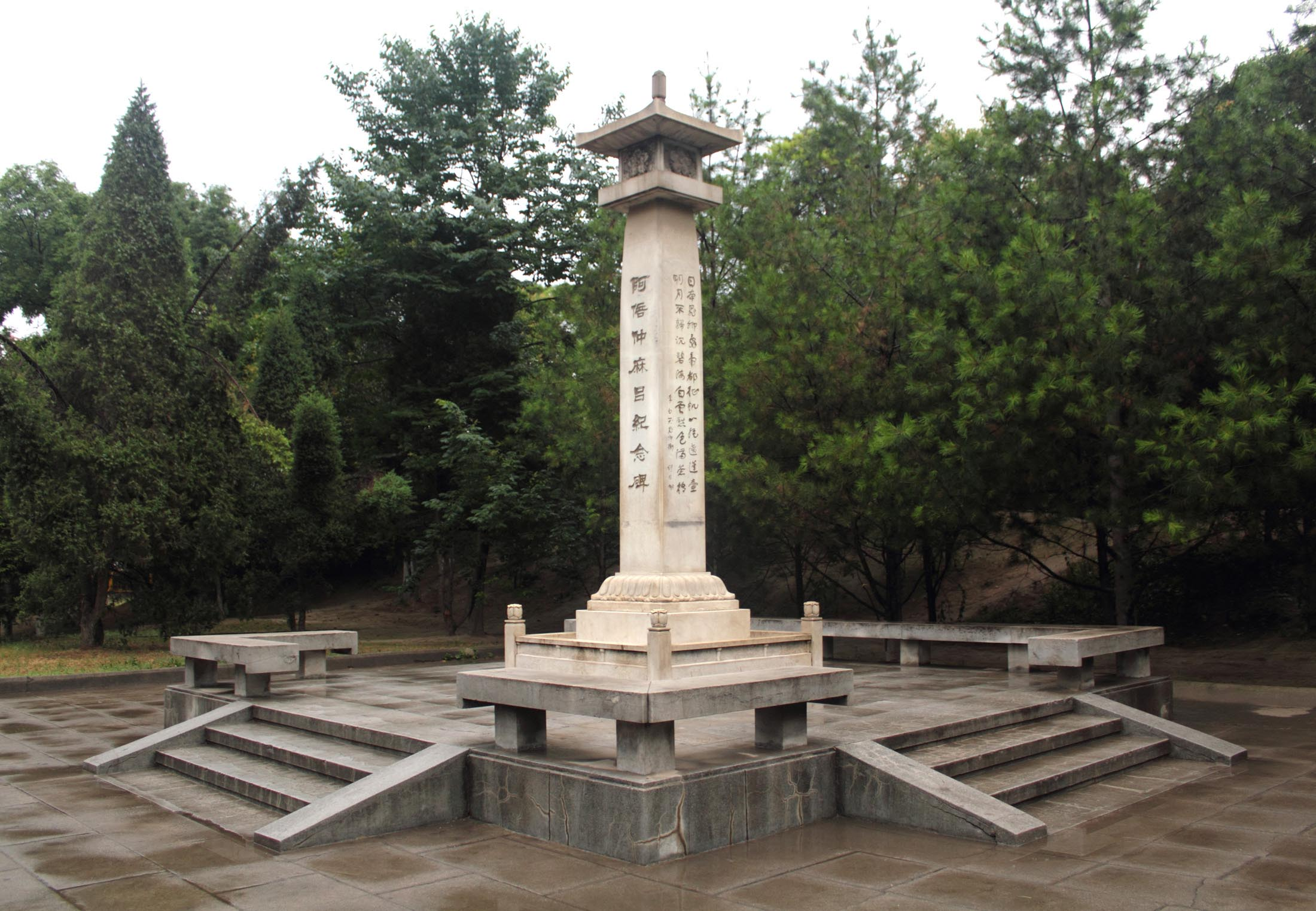
Monumento ad Abe no Nakamaro nel parco Xingqinggong, Xi'an

Dato che Nakamaro assunse principalmente incarichi nel dipartimento di letteratura presso la corte imperiale di Tang, ha avuto rapporti di amicizia con molti poeti Tang tra cui Li Bai e Wang Wei, Zhao Hua, Bao Xin e Chu Guangxi.
Il volume 732 del Quan Tangshi (Raccolta completa delle poesie Tang) contiene poesie di Nakamaro.
La seguente sua poesia, piena di intensa nostalgia per la sua casa a Nara, è stata inclusa nello Hyakunin Isshu di Fujiwara no Teika:
(Kokinwakashū 9:406)
Sebbene ci siano varie teorie su questa poesia, una teoria dice che Nakamaro lesse questa poesia in giapponese davanti ai suoi amici tra cui Wang Wei, durante la festa d'addio organizzata per lui nel 753 quando doveva tornare in Giappone.
Attualmente, questa poesia è inscritta sotto forma di gogonzekku su un monumento nel Parco Xingqinggong nella città di Xi'an, provincia di Shaanxi, su un altro monumento poetico nel Parco Beigushan, Zhenjiang, provincia di Jiangsu e nel Nara Royal Hotel sul lato est del sito del Palazzo Heijō nella città di Nara, nella prefettura di Nara.